# الوفد (جريدة)
جريدة الوفد هي جريدة مصرية تتبع حزب الوفد الجديد، أسسها فؤاد سراج الدين عام 1984 وذلك بعد إعادة التعددية الحزبية في عهد الرئيس المصري محمد أنور السادات، وتولى مصطفى شردي منصب أول رئيس تحرير للجريدة، وهي جريدة تصدر يومياً وتطبع بمطبعة الأهرام، يرأس مجلس إدارتها الاستاذ بهاء الدين أبو شقة رئيس الحزب، ورئيس التحرير الاستاذ وجدى زين الدين مديرو التحرير محمد مهاود، محمود غلاب، حنان فهمى، على البحراوى، طارق تهامى، فتوح الشاذلى، سامى صبرى، ياسر شورى وتتكون من 18 صفحة للعدد اليومي و20 صفحة للعدد الأسبوعي، ويبلغ سعر النسخة جنيه مصري واحد.

## نبذة تاريخية
صحيفة الوفد هي صحيفة حزبية يقوم برئاسة مجلس ادارتها الأستاذ بهاء الدين أبو شقة وبرئاسة تحريرالأستاذ وجدى زين الدين ولها دور كبير في تشكيل الراي العام ولها اختصاصاتها العالمية والإقليمية

## وصلات خارجية
- الموقع الرسمي